# Buxières-lès-Villiers
Buxières-lès-Villiers és un municipi francès situat al departament de l'Alt Marne i a la regió del Gran Est. L'any 2007 tenia 228 habitants.

## Demografia

### Població
El 2007 la població de fet de Buxières-lès-Villiers era de 228 persones. Hi havia 68 famílies de les quals 12 eren unipersonals (12 homes vivint sols), 20 parelles sense fills i 36 parelles amb fills.
La població ha evolucionat segons el següent gràfic:
Habitants censats

### Habitatges
El 2007 hi havia 70 habitatges, 68 eren l'habitatge principal de la família i 2 estaven desocupats. Tots els 70 habitatges eren cases. Dels 68 habitatges principals, 63 estaven ocupats pels seus propietaris, 4 estaven llogats i ocupats pels llogaters i 1 estava cedit a títol gratuït; 3 tenien tres cambres, 10 en tenien quatre i 55 en tenien cinc o més. 54 habitatges disposaven pel capbaix d'una plaça de pàrquing. A 29 habitatges hi havia un automòbil i a 37 n'hi havia dos o més.

### Piràmide de població
La piràmide de població per edats i sexe el 2009 era:
| Homes | Edats   | Dones |
| ----- | ------- | ----- |
| 0     | 95 o +  | 0     |
| 0     | 90 a 94 | 0     |
| 0     | 85 a 89 | 0     |
| 0     | 80 a 84 | 0     |
| 4     | 75 a 79 | 0     |
| 0     | 70 a 74 | 0     |
| 4     | 65 a 69 | 0     |
| 0     | 60 a 64 | 4     |
| 0     | 55 a 59 | 0     |
| 4     | 50 a 54 | 0     |
| 16    | 45 a 49 | 12    |
| 24    | 40 a 44 | 28    |
| 8     | 35 a 39 | 8     |
| 0     | 30 a 34 | 0     |
| 0     | 25 a 29 | 0     |
| 12    | 20 a 24 | 4     |
| 8     | 15 a 19 | 24    |
| 8     | 10 a 14 | 12    |
| 12    | 5 a 9   | 8     |
| 0     | 0 a 4   | 4     |

## Economia
El 2007 la població en edat de treballar era de 171 persones, 115 eren actives i 56 eren inactives. De les 115 persones actives 111 estaven ocupades (56 homes i 55 dones) i 4 estaven aturades (3 homes i 1 dona). De les 56 persones inactives 6 estaven jubilades, 44 estaven estudiant i 6 estaven classificades com a «altres inactius».

### Ingressos
El 2009 a Buxières-lès-Villiers hi havia 73 unitats fiscals que integraven 214 persones, la mediana anual d'ingressos fiscals per persona era de 20.332 €.

### Activitats econòmiques
Dels 5 establiments que hi havia el 2007, 3 eren d'empreses de construcció i 2 d'empreses de comerç i reparació d'automòbils.
L'únic servei als particulars que hi havia el 2009 era una fusteria.
L'any 2000 a Buxières-lès-Villiers hi havia 4 explotacions agrícoles.

## Poblacions més properes
El següent diagrama mostra les poblacions més properes.